# Пиньос (канонерская лодка)
«Пиньо́с» (греч. Πηνειός) — канонерская лодка, корабль греческого флота, принявший участие в греко-турецкой войне 1897 года, Балканских войнах и Первой мировой войне.

## Корабль
Канонерская лодка была построена на верфи Блэкуолл в Англии. В греческой историографии, как правило, именуется паровым барком (греч. Ατμομυοδρόμων). Получила имя «Пиньос», по имени одноимённой реки. Другими кораблями типа были «Ахелоос», «Алфиос» и «Эвротас». В силу того что все 4 канонерки типа носили имена рек, на греческом флоте за ними закрепилось имя «эскадра рек» (Μοίρα ποταμών) или просто «реки» (Ποταμοί), и под этим именем они упоминаются в греческой историографии.

## 1897 год
В январе 1897 года корабль был послан к острову Крит, вместе с «Идра», войсковым транспортом «Микали», канонеркой «Алфиос» и другими, более маленькими кораблями, для защиты гонимого турками православного греческого населения острова и для оказания поддержки греческому экспедиционному корпусу полковника Тимолеона Вассоса, который высадился на острове.
В мае 1897 года, с началом кратковременной и «странной» греко-турецкой войны и под командованием капитана И. Миаулиса «Пиньос», вместе с «Миноносцем-14» арестовал мобилизованный турками пароход «Георгиос», с войсками и боеприпасами на борту. Пароход был конфискован и вошёл в состав флота.

## Балканские войны
Уже не новая, канонерка была придана второстепенной западной «Ионической флотилии». 5 (18) ноября 1912 года греческая армия приступила к освобождению города Химары. Уроженец города, майор жандармерии, С. Спиромилиос, македономах (борец за воссоединение Македонии с Грецией), известный в Македонии под именем капитан «Буас», во главе отряда 200 критских добровольцев, местных жителей, а также маленькой десантной группы в 17 моряков, высадился утром в бухте Спилиа. После непродолжительной стычки с турко-албанцами десант освободил Химару к вечеру того же дня. Позже десант был усилен ротой пехоты и сохранил контроль над городом до окончания войны. Операция по высадке этого десанта была поддержана группой кораблей Ионической эскадры, состоявшей из 3 «паровых барков», «Эвротас», «Ахелоос» и «Пиньос». На всём протяжении пребывания греческих частей в Химаре корабли оказывали поддержку армии и обеспечивали безопасность греческого населения города.
22 ноября 3 «паровых барка» по приказу министра Н. Стратоса провели операцию боевой разведки в заливе города Авлона, с целью выяснения наличия там вражеских частей, для принятия окончательного решения по операции занятия Авлоны. С этой целью был высажен маленький десант в 10 моряков на острове Сасон. Албанцы в Авлоне были предупреждены, что если будет предпринята какая либо акция против моряков на Сасоне, город будет обстрелян. Гарнизон Сасона оставался на острове до конца войны.
Эти предварительные действия греческого флота в заливе Авлоны вызвали резкую реакцию Австро-Венгрии и Италии, в результате чего план занятия Авлоны был оставлен и было принято решение провести операцию высадки у города Айи-Саранда, который к тому же был южнее уже занятой Химары.
24 ноября в городе высадился 1-й пехотный полк, при огневой поддержке «Эвротаса», «Ахелооса» и «Пиньоса», «при неописуемом энтузиазме местного населения», как писал в своём рапорте командующий группой «паровых барков», капитан К. Георгантас. План штаба предусматривал быстрое продвижение полка к городу Делвино, чтобы атаковать с тыла (севера) османские силы, оборонявшие «Крепость Янины». Полк выступил лишь 28 ноября, что дало возможность значительным турецко-албанским силам встать на его пути. Встретив неожиданное и превышающее его возможности сопротивление, полк вернулся в Агии Саранта, погрузился на ожидавшие его пароходы и под защитой группы «паровых барков» был доставлен на остров Керкира, а затем в Превезу.
В феврале 1913 года, перед окончательной фазой сражения за Янина, командующий армии, наследный принц Константин потребовал более тесной блокады албанского побережья, через которое снабжалась турецкая армия. После греческих побед над турецким флотом в сражении у Элли и сражении у Лемноса греческий флот мог позволить себе переброску на Ионическое море старого броненосца Псара. В состав флотилии, кроме 4-х «рек», находившихся в Ионическом море с начала войны, вошли также эсминцы «Аэтос», «Логхи», «Аспис» и захваченный у турок миноносец «Никополис». Эскадре были приданы также 4 мобилизованных пассажирских пароходов, среди которых были океанские лайнеры «Афина» и «Фемистокл». Командование эскадрой принял капитан Андреас Миаулис-младший. На флагманский броненосец «Псара» был командирован из МИДа служащий, для решения вопросов, которые могли возникнуть как с новым государством Албания, так и с Австро-Венгрией и Италией. Блокаде подверглось всё побережье Эпира и Албании от Превезы до Авлона, а затем и до Диррахия. Зона блокады была разделена на 4 сектора: Диррахий — Авлона, Авлона — северный мыс острова Керкира, пролив между Керкирой и Эпиром, южный мыс Керкиры — Превеза. Контроль первых 2-х, отдалённых, секторов был поручен имевшим рацию эсминцам и пассажирским лайнерам. Контроль 2-х последних, внутренних, секторов взяли на себя «реки» «Никополис» и малые мобилизованные суда.
Флагман «Псара», направился в Авлона, где командующий эскадрой встретился с новыми албанскими властями, которым объяснил свою задачу. 18 февраля эскадра произвела операцию ложной высадки в Агии Саранта, чтобы отвлечь османские силы из Янины. Операция повторилась 19 февраля, в день когда началась решающая атака армии против «крепости Янины». 21 февраля турецкий гарнизон Янины сдался греческой армии

## Первая мировая война
В октябре 1916 года все 4 «реки» были конфискованы Антантой по причине первоначального нейтралитета Греции и были переданы французам.
После вступления Греции в войну в июле 1917 года корабли были возвращены греческому флоту.

## Последующиегоды
Впоследствии корабль несколько лет использовался в качестве учебного судна.
В последние годы своей службы корабль использовался Службой маяков.
Выведен из состава флота в 1930 году.

## Наследники
- Пиньос (тральщик). Бывшее британское китобойное судно. Вошёл в состав флота в 1943 году. Подорвался на мине и затонул в 1945 году.
- Пиньос (большой десантный корабль). Вошёл в состав флота в 1947 году